# Metropolregion Baltimore

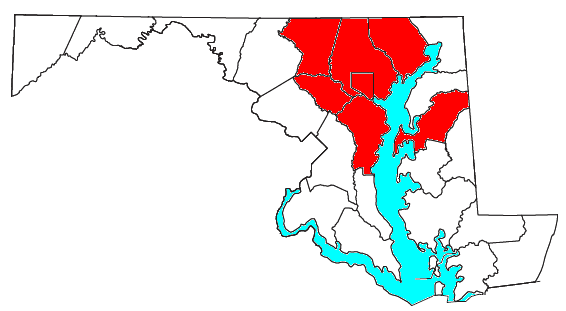
Counties der Metropolregion

Die Metropolregion Baltimore (auch Central Maryland genannt) ist eine Metropolregion im US-Bundesstaat Maryland. Sie wird vom Office of Management and Budget zu statistischen Zwecken als Baltimore–Columbia–Towson, MD Metropolitan Statistical Area geführt und setzt sich aus der Stadt Baltimore und sechs Counties zusammen. Zum Zeitpunkt der Volkszählung von 2020 hatte das Gebiet 2.844.510 Einwohner. Die Metropolregion hatte mit 66.970 US-Dollar im Jahr 2012 das vierthöchste mittlere Haushaltseinkommen in den USA.
Die Metropolregion ist wiederum Teil der Washington–Baltimore–Northern Virginia Combined Statistical Area.

## Zusammensetzung

### Counties
Die Metropolregion besteht aus folgenden Counties und unabhängigen Städten:
- Anne Arundel County
- Baltimore City
- Baltimore County
- Carroll County
- Harford County
- Howard County
- Queen Anne’s County

### Siedlungen
Bedeutende Städte und Siedlungen innerhalb der Metropolregion:
- Aberdeen
- Annapolis
- Baltimore
- Columbia
- Ellicott City
- Glen Burnie
- Havre de Grace
- Towson
- Westminster

## Wirtschaft
Die Metropolregion erwirtschaftete 2017 ein Bruttoinlandsprodukt von 192 Milliarden US-Dollar. Dank der wohlhabenden Vororte hat die Region trotz der eher armen Kernstadt ein überdurchschnittliches Haushaltseinkommen. Bedeutende Unternehmen mit Hauptsitz in der Region sind W. R. Grace and Company, Legg Mason, AAI Corporation und Under Armour.